# District de Mount Remarkable
Le district de Mount Remarkable (District of Mount Remarkable) est une zone d'administration locale située au sommet du golfe Spencer et à la base de la chaîne de Flinders en Australie-Méridionale en Australie. 
Son économie repose essentiellement sur l'agriculture.

## Localités
La principale localité du district est Booleroo Centre. Les autres sont : Appila, Bangor, Baroota, Booleroo Centre, Booleroo Whim, Bruce, Charlton, Hammond, Mambray Creek, Melrose, Moockra, Murraytown, Nectar Brook, Port Flinders, Port Germain, Telowie, Terka, Willowie, Wilmington, Winninowie, Wirrabara, Wongyarra et Yandiah.